# The Tender Trap (film)
The Tender Trap is een Amerikaanse filmkomedie uit 1955 onder regie van Charles Walters. Het scenario is gebaseerd op het gelijknamige toneelstuk uit 1954 van de Amerikaanse auteurs Max Shulman en Robert Paul Smith. Destijds werd de film in Nederland uitgebracht onder de titel Vrijgezel in de val.

## Verhaal
Theateragent Charlie Y. Reader is 35 en nog altijd vrijgezel. Hij wordt omringd door vrouwen die hem vertroetelen, voor hem koken en zelfs voor hem schoonmaken. Dit idyllische leventje wordt verstoord als Charlie bezoek krijgt van zijn oude vriend Joe McCall, die op de vlucht is voor zijn huwelijk met Ethel. Charlie laat Joe bij hem intrekken en de laatste is diep onder de indruk van alle vriendinnen van Charlie. Charlie van zijn kant begrijpt niet waarom Joe zijn vrouw en kinderen zomaar wil opgeven. De volgende morgen ontmoet Charlie tijdens een auditie zangeres-actrice Julie Gillis. Hoewel Julie aanvankelijk de avances van Charlie afhoudt, ziet ze in hem toch een goede man en vader. Aangezien ze plannen heeft voor een snel huwelijk lijkt het erop dat Charlie in een liefdesval dreigt te lopen. Hij mag bijvoorbeeld geen andere vrouwen meer zien en Julie begint zijn leven te beheersen. Ondertussen legt Joe het aan met Sylvia Crewes, een klassiek geschoold violist en een oud-minnares van Charlie. Sylvia is 33 en wil graag trouwen. Ze had al haar kaarten op Charlie gezet, maar die houdt de boot af. Als Charlie die avond thuiskomt is hij moe van de constante eisen van Julie en vraagt in een vlaag van wanhoop Sylvia ten huwelijk. Sylvia is in de zevende hemel tot ze hoort dat Charlie ook Julie ten huwelijk heeft gevraagd. Julie en Sylvia zijn nu razend op Charlie. Als Joe daarop Sylvia vraagt met hem te trouwen, weigert ze. Ze herinnert Joe er aan dat meisjes vrouwen worden als ze trouwen en dat ze niet veel anders zal zijn dan Ethel. Ze rent weg uit het appartement van Charlie en loopt bij de lift tegen meneer Loughran op, de buurman van Charlie en ook vrijgezel. Loughran herkent Sylvia van een televisieconcert en vraagt haar uit. Intussen pakt Joe zijn spulletjes in en vertrekt weer naar zijn gezin. Charlie ontvlucht zijn leventje in New York door voor een jaar naar Europa te gaan. Als hij terugkeert gaat Sylvia net trouwen met Loughran. Ze werpt haar bruidsboeket naar Charlie die ermee naar Julie loopt en haar ten huwelijk vraagt. Julie zegt ja en daarmee is het tweede huwelijk in de maak.

## Rolverdeling
| Acteur          | Personage         |
| --------------- | ----------------- |
| Frank Sinatra   | Charlie Y. Reader |
| Debbie Reynolds | Julie Gillis      |
| David Wayne     | Joe McCall        |
| Celeste Holm    | Sylvia Crewes     |
| Jarma Lewis     | Jessica Collins   |
| Lola Albright   | Poppy Masters     |
| Carolyn Jones   | Helen             |
| Howard St. John | Mijnheer Sayers   |
| Joey Faye       | Sol Z. Steiner    |
| Tom Helmore     | Mijnheer Loughran |
| Willard Sage    | Directeur         |
| Marc Wilder     | Danser            |
| Jack Boyle      | Danser            |
| James Drury     | Eddie             |

## Prijzen en nominaties
| Jaar | Prijs  | Categorie              | Genomineerde(n)             | Uitslag     |
| ---- | ------ | ---------------------- | --------------------------- | ----------- |
| 1955 | Oscars | Beste originele nummer | Jimmy Van Heusen Sammy Cahn | Genomineerd |

## Achtergrond
The Tender Trap was in 1954 een publiekslieveling en behaalde een behoorlijk succes aan de kassa. De film is gebaseerd op een toneelstuk van Max Shulman en Robert Paul Smith. Het stuk ging in première op 13 oktober 1954 en haalde 102 voorstellingen. Robert Preston en Kim Hunter speelden de hoofdrollen. Hoewel het er even naar uitzag dat Smith zou meewerken aan het scenario, was het scenarist Julius J. Epstein die het draaiboek schreef. Hoewel de film draait om Sinatra, zijn er naast hem een aanzienlijk aantal vrouwen te zien. Om die reden waren er een aantal audities voor de verschillende vrouwenrollen. Volgens Hollywood Reporter van mei 1955 werd onder andere gekeken naar Mitzi Gaynor en Barbara Darrow. Sinatra maakte twee jaar voor de The Tender Trap een rentree op het witte doek in From Here to Eternity en had vervolgens gespeeld in The Man With The Golden Arm (1955). Voor de laatste prent had hij een Oscarnominatie gekregen. Het liedje dat Sinatra in de film zingt (Love is) the Tender Trap, markeert ook een ander keerpunt in de carrière van Sinatra. Het was de tijd van zijn albums als In the Wee Small Hours en Songs for Swingin' Lovers.